# Michael Creed
Michael Creed (Colorado Springs, 8 januari 1981) is een Amerikaans voormalig wielrenner.
Nadat Creed vier jaar voor wat kleinere ploegen had gereden kon hij in 2004 tekenen bij US Postal. 

## Belangrijkste overwinningen
2003
 Amerikaans kampioen tijdrijden, Beloften
2004
Eindklassement Cascade Cycling Classic
2006
 Amerikaans kampioen puntenkoers, Elite
 Amerikaans kampioen ploegenachtervolging, Elite (met Michael Friedman, William Frischkorn en Charles Bradley Huff)